# متیل‌پنتی‌نول
متیل‌پنتی‌نول (به انگلیسی: Methylpentynol) دارویی است که از موارد استعمال آن بهانه جویی اطفال و بی‌خوابی به دلایل مختلف است.

## عوارض جانبی
با مقدار زیاد عوارضی مشابه مسمومیت با الکل دارد.

## ملاحظات
مصرف آن در دوران بارداری ممنوع است.